# أندرويد استوديو
أندرويد إستوديو (بالإنجليزية: Android Studio)‏ منصة لكتابة التطبيقات تسهل على المطورين كتابة الشيفرة المصدرية لتطبيقات أندرويد، كما تسمح للمطور بمعاينة هيئة تطبيقه على مختلف قياسات الشاشات بشكل فوري أثناء التطوير، وتسهّل تطوير التطبيقات متعددة اللغات

## الميزات
- يعمل على عدة منصات (مايكروسوفت ويندوز، أو إس 10، جنو/لينكس).
- سهولة في الاستخدام.
- يعطي معاينة فورية لمختلف أنواع الأجهزة اللوحية أو المحمولة.
- مخصص للبرمجة لمنصة أندرويد.
- إمكانية استيراد المشاريع المبرمجة ببيئة التطوير Eclipse.

## وصلات خارجية
- الموقع الرسمي